# 체크리스트

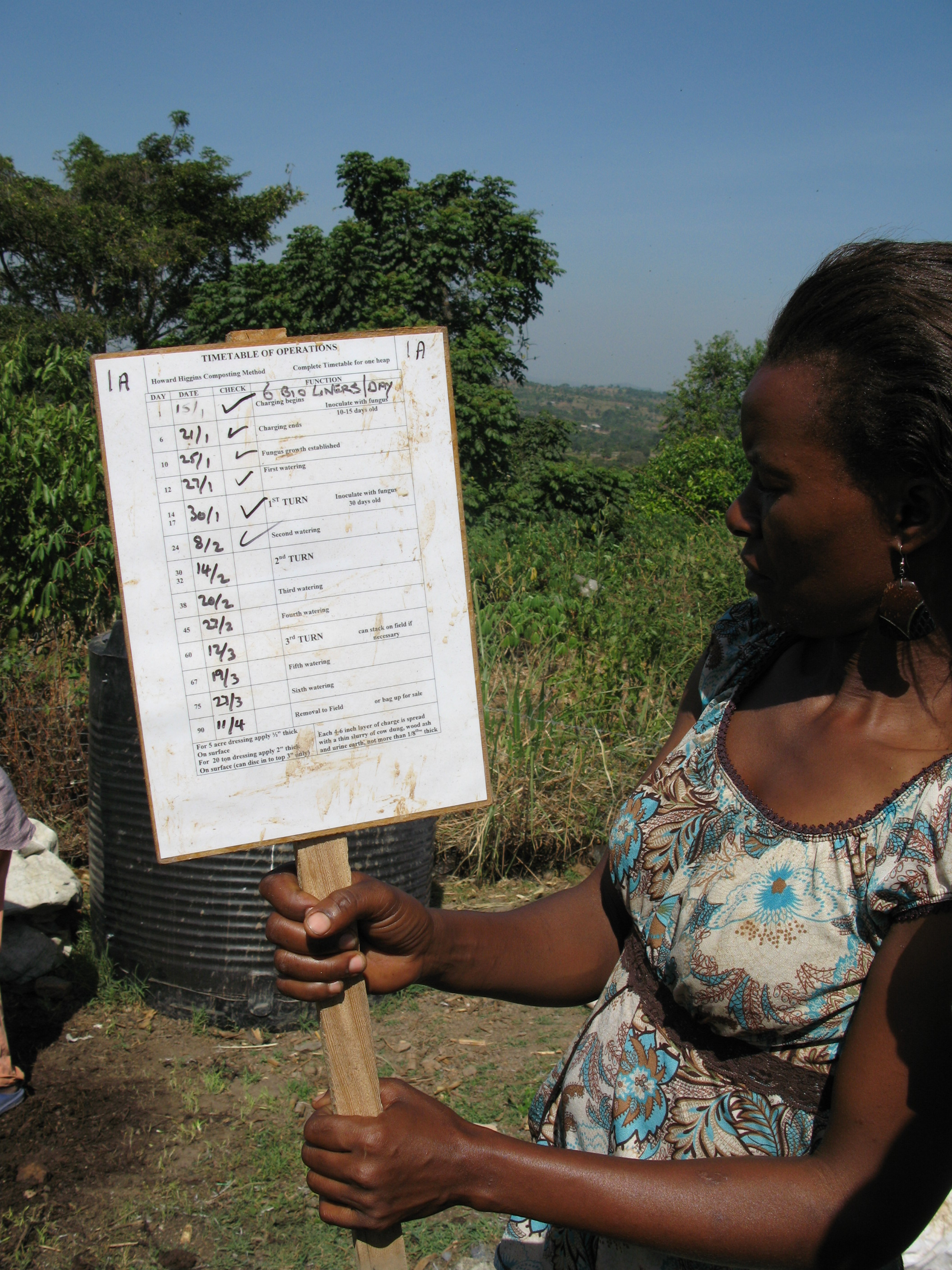
체크리스트는 방법론 적용에 유용하다

체크리스트(Checklist)는 인간의 기억력과 주의력의 잠재적인 한계를 보완하여 실패를 줄이기 위해 반복적인 작업에 사용되는 일종의 작업 지원이다. 체크리스트는 안전에 중요한 시스템 준비가 완전하고 올바른 순서로 수행되었는지 확인하는 데 사용되며, 덜 중요한 응용 프로그램에서는 절차에서 누락된 단계가 없는지 확인하는 데 사용된다. 이는 작업 수행 시 일관성과 완전성을 보장하는 데 도움이 된다. 기본적인 예는 "할 일 목록"(to do list)이다. 좀 더 발전된 체크리스트로는 하루 중 시간이나 기타 요인에 따라 수행해야 할 작업을 나열하는 일정이나 안전한 이륙을 보장하는 항공기의 비행 전 체크리스트가 있다.
체크리스트의 주요 기능은 작업을 문서화하고 문서를 감사 (위험 관리)하는 것이다. 잘 설계된 체크리스트를 사용하면 모든 작업에서 중요한 단계를 회피, 생략 또는 무시하는 경향을 줄일 수 있다. 효율성과 수용성을 위해 체크리스트는 쉽게 읽을 수 있어야 하고, 필요한 점검 사항만 포함해야 하며, 합리적으로 실행 가능한 한 짧아야 한다.

## 목적
일반적으로 체크리스트는 품질 관리 도구로, 복잡한 작업을 정확하고 완전하게 완료하는 데 도움이 된다. 이는 기억하는 데 도움이 되고, 올바른 순서를 상기시켜 주며, 운영자의 지식과 기술을 효율적으로 사용하여 운영자가 스트레스를 받거나 피로 또는 기타 방해 요소로 인해 주의력이 저하된 경우에도 중요한 단계가 누락되지 않도록 한다. 이를 통해 교차 확인이 가능하고, 팀 구성원에게 준비 상태를 알릴 수 있으며, 실사를 나타내는 일련의 이벤트에 대한 법적 기록을 제공할 수 있다. 이는 운영자가 유능하고 각 단계에 익숙하다고 가정하기 때문에 일반적으로 단계 수행 방법에 대한 세부 정보를 제공하지 않는다는 점에서 사용 설명서나 작동 설명서와 다르다.

## 같이 보기
- 체크 시트
- 체크섬
- 시간 관리
- 시간 관리